# Chiesa di San Silvestro (Ferrara)
La chiesa di San Silvestro si trovava in corso della Giovecca nell'area poi occupata nel 1927 dall'Arcispedale Sant'Anna di Ferrara e risaliva al XVI secolo.

## Storia
Il luogo di culto con dedicazione a San Silvestro e il suo monastero vennero edificati nel 1520 su disegno di Biagio Rossetti. Il convento fu affidato alle monache benedettine che lo mantennero sino all'arrivo delle truppe di invasione francesi. 

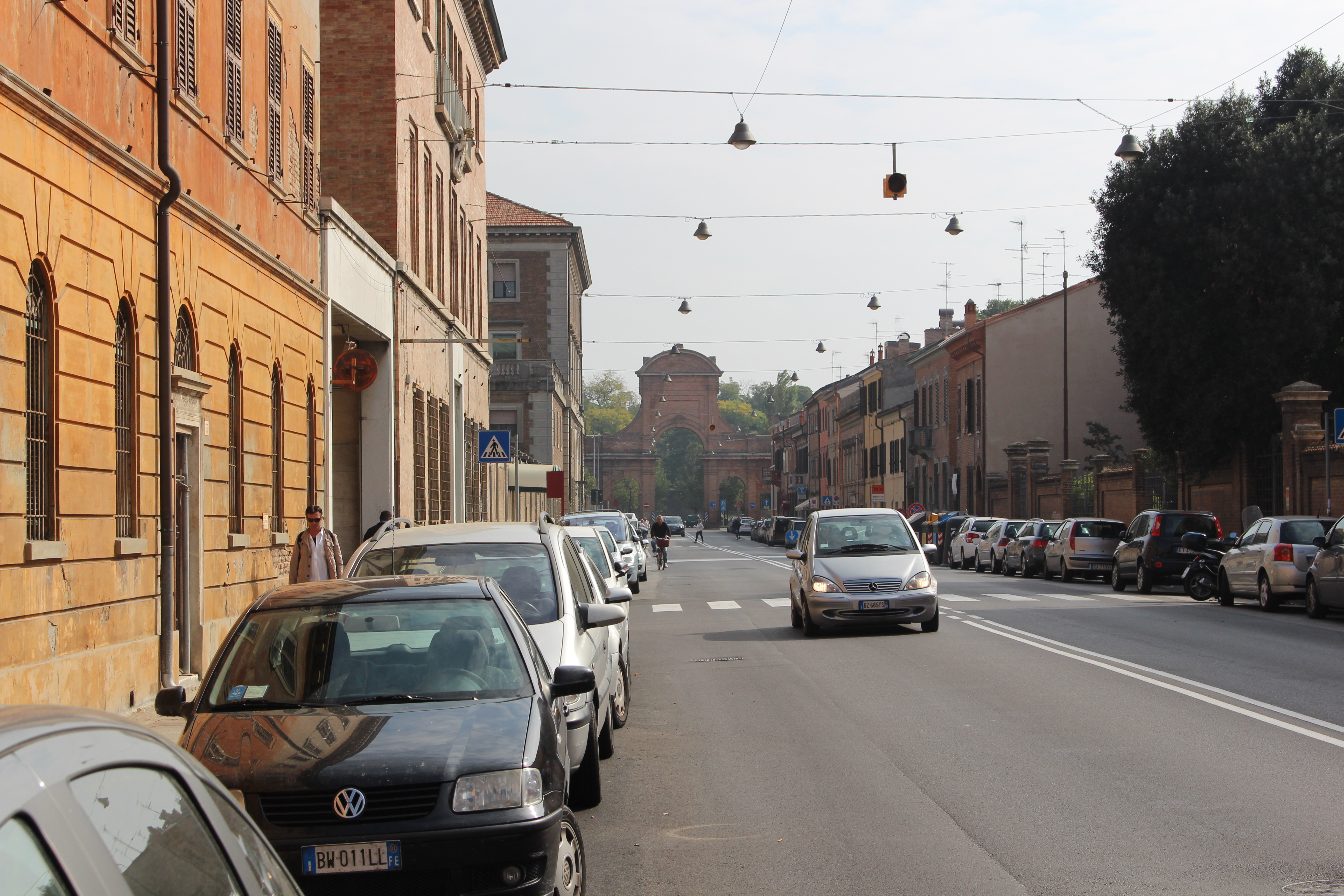
Area del pronto soccorso in corso della Giovecca attivo sino al 2012, a Ferrara. Qui, sino alla fine del XIX secolo esistevano la chiesa ed il convento di San Silvestro

In seguito venne soppresso a causa delle disposizioni napoleoniche ma nuovamente ripristinato, almeno sino all'inizio del XX secolo, quando si iniziò la costruzione della nuova sede dell'ospedale cittadino, vicino alla Prospettiva di corso Giovecca e di fronte alla Palazzina di Marfisa d'Este.
In seguito all'inizio dei lavori per la sede ospedaliera, nel 1917, il campanile della chiesa venne abbattuto quando ormai era rimasta una struttura isolata tra orti entro le mura e piccole abitazioni.

## Descrizione
Dell'antico luogo di culto non rimane nulla. Sul sito anticamente occupato dalla chiesa e dal monastero si è sviluppata l'area di accesso al pronto soccorso, attivo sino al 2012.